# І станом гнучим і красою…
«І станом гнучим і красою…» — вірш Тараса Шевченка, написаний 1850 року в Оренбурзі.

## Написання
Збереглося два чистових автографів вірша у «Малій книжці» та «Більшій книжці». Автографи не датовані. Вірш датується дослідниками за місцем автографа у «Малій книжці» серед творів 1850 року (під № 8 у третьому зшитку за 1850 рік) і часом перебування Шевченка в Оренбурзі взимку — навесні 1850-го, орієнтовно: січень — квітень 1850 року, та місцем написання — Оренбург.
Найраніший відомий текст — автограф у «Малій книжці», до якої вірш переписано на початку 1850 року, не пізніше 23 квітня (дня арешту поета); переписуючи, Шевченко зробив чимало виправлень. Згодом, найімовірніше 1857 року, наприкінці перебування в Новопетровському укріпленні, Шевченко закреслив увесь текст олівцем. У 1858 році, не раніше 18 березня й не пізніше 22 листопада, Шевченко переписав вірш з «Малої книжки» до «Більшої книжки», текст якої остаточний.

## Публікація
Вперше вірш надруковано у виданні: «Кобзарь Тараса Шевченка / Коштом Д. Е. Кожанчикова» 1867 року (СПб., стор. 425 — 426).

## Сюжет
Особа, до якої звернено вірш, не відома. Висловлені деякими авторами припущення, що цією особою є згадана Ф. М. Лазаревським татарка Забаржада, фактами не підтверджується; жоден мемуарист, окрім Лазаревського, про Забаржаду не згадує. Поет уболівав за долю дівчини, провіщав їй сумне майбутнє. Цим мотивом твір перегукується з віршем «Маленькій Мар'яні». Є в поезії й тема матері-страдниці, яка споріднює його з твором «У нашім раї на землі».